# Entrepreneurs’ Organization
Entrepreneurs' Organization (EO) (с англ. — «Организация предпринимателей») — глобальное бизнес-сообщество, насчитывающее более 8000 предпринимателей из 40 стран мира. Основана как некоммерческое объединение основателей и собственников компаний с целью учиться друг у друга, обмениваться опытом, помогать участникам достигать большего успеха в бизнесе и обогащать личную жизнь.

## История
Организация Предпринимателей была создана в 1987 году в США группой из 22 молодых предпринимателей. В течение нескольких лет бурного развития отделения появились во многих странах мира в Европе, Азии, Северной и Латинской Америке, Африке. Большое количество членов приходится на страны Азии и Ближнего Востока. Многие компании членов Организации Предпринимателей ежегодно входят в список 5000 наиболее быстрорастущих компаний компаний США составляемый журналом Inc.

## Деятельность Организации Предпринимателей
Деятельность Организации проходит в регулярных встречах членов на уровне локальных отделений организации (chapters) и на глобальных мероприятиях, проходящих несколько раз в год в различных странах мира. Глобальные образовательные программы организации называются Университеты Предпринимательства (EO University). В Университетах Предпринимательства принимают участие члены организации и приглашенные гости, среди которых руководители крупнейших мировых корпораций, предприниматели, учёные и общественные деятели. Организация поддерживает на глобальном уровне ряд программ по развитию предпринимательства.

## Российское отделение EO
В 2005 году было основано российское отделение организации предпринимателей — EO Russia Архивная копия от 13 марта 2017 на Wayback Machine. Участниками российского отделения является ряд известных предпринимателей, таких как Сергей Выходцев (основатель Инвайт, Быстров, VELLE), Дмитрий Агарунов (ИД Gameland), Виктор Козлов (сооснователь OZON.RU, Рексофт, Ассист, Барсум), Наталья Матвеева (Realore Studios), Сергей Котырев (Юмисофт), Стивен Карон (Синдбад Тревел, ISIC) и другие.

## Общемировые программы
Организация Предпринимателей поддерживает на мировом уровне программу GSEA (Международная Студенческая Премия в области Предпринимательства) — главный международный конкурс учащихся-предпринимателей, владеющих собственным бизнесом.